# Radio Eska Wrocław
Radio ESKA Wrocław – stacja radiowa należąca do sieci Radio Eska, nadająca we Wrocławiu na częstotliwości 104,9 MHz oraz w Jeleniej Górze na 90,2 MHz.

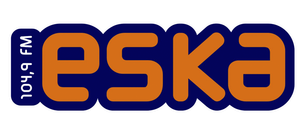
Logo Radia Eska Wrocław

Stacja jako jedna z pierwszych weszła w skład grupy Super FM. Radio ESKA Wrocław działało od początku powstania sieci ESKA. Połączyła się z Radiem ESKA Warszawa i Radiem S Poznań tworząc dzisiejszą grupę pod tą samą nazwą. Na początku działalności wrocławska ESKA posiadała samodzielność programową. W ciągu lat zmieniała się dana samodzielność. Kilka programów zostało zsieciowanych, inne zniesiono z anteny. Dziś ESKA nadaje samodzielne jedynie program poranny w godzinach od 6:00 do 10:00. Na antenie pojawiają się również lokalne wiadomości. W większe święta i uroczystości kościelne lub państwowe ESKA Wrocław nie nadaje swojego lokalnego programu, choć zdarzają się wyjątki. Święta Bożego Narodzenia, Wielkanoc oraz 1 – 3 maja były transmitowane w całości z centrali (Warszawy) i prowadzone przez tamtejszych DJ-ów. W czasie powodzi w maju 2010 rozgłośnia nadawała samodzielny program dla Wrocławia. ESKA nadawała na częstotliwościach: od początku istnienia na 73,2, oraz 69,4 następnie 95.1, a obecnie na 104,9.

## Zasięg Radia ESKA Wrocław
RTCN Ślęża
Sygnał emitowany jest z RTCN Ślęża koło Wrocławia z nadajnika o mocy 60 kW z częstotliwością 104,9 MHz. Zasięg techniczny, jaki realizuje emisja ze Ślęży jest największy
w sieci Radia ESKA. Obejmuje teren kilku województw – większości dolnośląskiego i opolskiego, a także części śląskiego, wielkopolskiego i lubuskiego.
Jelenia Góra
29 lipca 2010 rozpoczęto emisję Radia Eska Wrocław w Jeleniej Górze, na częstotliwości 104,9 MHz. Do 31 grudnia 2013 roku prowadzono próbną emisję sygnału z nadajnika w Jeleniej Górze. Obecnie program stacji emitowany jest na częstotliwości 90,2 MHz.

## Słuchalność
Według badania Radio Track (wykonane przez Millward Brown SMG/KRC) udział Radia Eska Wrocław pod względem słuchania w okresie październik-marzec 2021/2022 w grupie wiekowej 15-75 lat wyniósł 8,1 proc., co dało tej stacji 5. pozycję w rankingu rynku radiowego we Wrocławiu.

## Audycje

### ImprESKA
Kolejnym krokiem do tworzenia sieci było sformatowanie programu wieczornego, który z początku prowadził Artur Młyński i Jarek Puźniewski. Program ten został z czasem zastąpiony przez emitowaną z Warszawy "ImprESKE". Miało to miejsce w 2005 roku.

### Gorąca 20
Obecna audycja obowiązuje we wszystkich miastach z Radiem ESKA. Prowadzi ją Michał Sobkowski, który jest szefem anteny Radia ESKA Warszawa. 2x Gorąca 20 to nic innego jak 40 najpopularniejszych hitów w Polsce, która odbywa się w każdą niedzielę od 16:00 do 19:00.

### Aktualnie
ESKA nadaje swój lokalny program "Wrzuć na luz" od poniedziałku do piątku w godzinach 16:00 – 19:00 prowadzony przez Tomasza Wołodźko, Macieja Stajniaka i Kasię Pawlak. Do godziny 19:00 nadawane są także lokalne wiadomości oraz prognoza pogody, prezentowana przez lokalnych wydawców z Wrocławia.

### Dawne programy
- Poranne Espresso – dziś: Obudź się na Jankesa
- Hit Telegram
- EsTop NonStop – dziś: 2x Gorąca 20
- Wieczór z ESKĄ – dziś: ImprESKA
- Płyta ESKI
- Top France – prowadzący Jacek Fudała
- ESKA dla pieska
- Power – prowadzący Igor Nurczyński, Janusz Sadza i Romek Rega
- Z-Rock 50 – prowadzący Mariusz Borsa
- Top 30 Dance Chart – prowadzący Darek Ciesielski
- Autobusy i Tramwaje-zawsze w pon po 19. Prow. T. Wołodźko i Piotr Sworakowski
- Wrocławska Zgaduleska Radia Eska – Od pon. do pt. o 9.40
- Tajemnicza skrytka Radia Eska
- AutoESKA – prowadzący Robert Banasiak
- ESKA Pinezka – prowadząca Anna Mikulaniec
- EsemESKA
- KońKursy - prowadzący Jacek Fudała i Marcin Haladyn